# Eyrbyggja saga

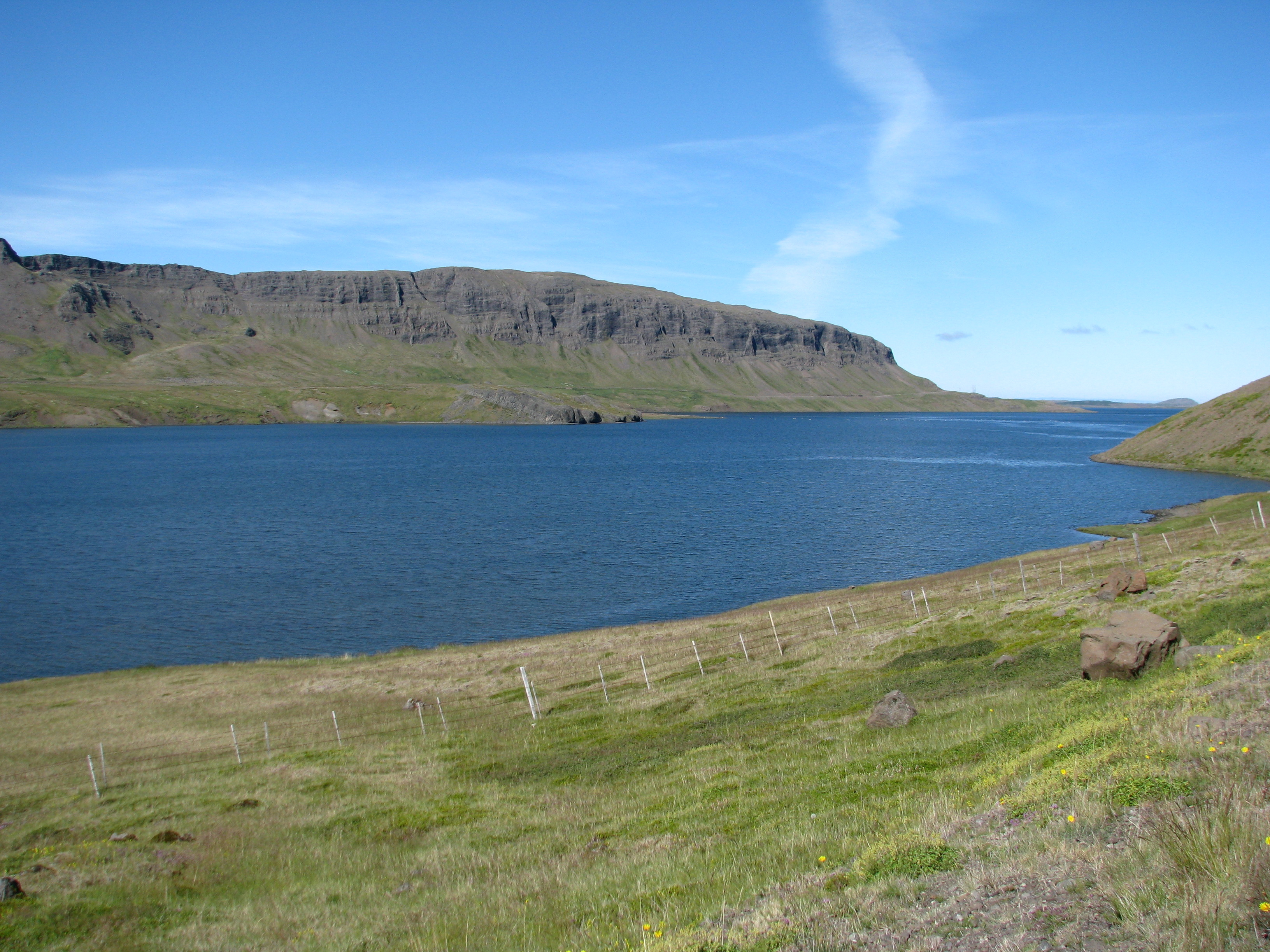
Zicht over Álftafjörður met rechts aan de horizon de belangrijke heuvel Helgafell.

De Eyrbyggja saga is een IJslandse saga. De naam betekent verhaal van de bewoners van Eyr, een boerderij halverwege de noordkust van het schiereiland Snæfellsnes op IJsland. De naam is misleidend, aangezien de handelingen zich onder meer ook over de bewoners van het schiereilandje Þórsnes en de nabijgelegen Alftafjörður fjord uitstrekt. Een van de centrale figuren van de saga is Snorri Þorgrímsson, in de IJslandse literatuur beter bekend als Snorri hinn Góði (Snorri de Priester). Deze Snorri speelt in vele andere saga's een prominente rol en was in IJsland destijds een zeer invloedrijk man. Zijn vader was Þorgrím (of Thorgrim), die door zijn zwager Gísli werd vermoord. 
De saga begint met de kolonisatie van een gebied rond de Breiðafjörður fjord, en met name van het gebied rond de huidige plaats Stykkishólmur zo rond het eind van de 9e eeuw, en strekt zich over meerdere generaties uit tot aan het begin van de 11e eeuw. Artistiek gezien haalt de saga het niet bij de andere grote saga’s, zoals die van Egill, Njáll en de Laxdæla saga, maar het is wel een onderhoudend verhaal. Hoewel de auteur onbekend is, zijn er aanwijzingen dat hij op de hoogte van de Laxdæla-saga en Egills-saga moet zijn geweest. Waarschijnlijk dateert het verhaal uit het eind van de 13e of begin 14e eeuw. In tegenstelling tot de vele andere saga’s ligt het hoofdonderwerp meer bij het volgen van meerdere families dan dat het zich op het wel en wee van een of meerdere individuen concentreert. 
De saga heeft inhoudelijk vele verbanden met andere saga’s, met name met Gísli's saga en met de Laxdæla-saga. Historisch gezien heeft het verhaal een zekere geloofwaardigheid, hoewel er wel een aantal bovennatuurlijke zaken plaatsvinden, zoals de gevolgen van het doden van een zieneres (of volva), en geestverschijningen bij Fróðá (het huidige Ólafsvík). Het is opmerkelijk dat deze gebeurtenissen bij Fróða zijdelings, maar wel heel expliciet in de saga van Erik de Rode wordt genoemd.

## Trivia
De Eyrbyggja saga is de enige IJslandse saga waar in detail een heidense tempel wordt beschreven.

## Nederlandse vertalingen
- De saga van de Grindbankbewoners, in Saga's van de Westfjorden en omstreken, vert. Marcel Otten, 2013. ISBN 9789025301446